# Emmanuel Collard
Pour les personnes ayant le même patronyme, voir Collard.
Emmanuel Collard est un pilote automobile français né le 3 avril 1971 à Arpajon (Essonne).
Grand espoir du sport automobile mondial à ses débuts, il n'a pourtant jamais percé en Formule 1, mais il s'est reconverti avec succès dans les épreuves d'endurance.

## Biographie
Auteur d'une brillante carrière en karting (il devient champion du monde de la catégorie Formule A en 1988), Emmanuel Collard passe au sport automobile en 1989, dans le championnat de France de Formule Renault, qu'il termine en deuxième position dès sa première saison. Accompagné d'une réputation de petit prodige, il effectue même au cours de l'hiver suivant ses premiers essais en Formule 1, au volant d'une Ligier. À 18 ans, il devient ainsi le plus jeune pilote de l'histoire à rouler en Formule 1 (un record de précocité qui ne sera battu qu'en 2002 par Nico Rosberg).
Devenu à partir de 1990 le pilote essayeur régulier de Ligier, il poursuit en parallèle son ascension dans les séries de monoplace. En 1990, il remporte le championnat de France de Formule Renault puis après un passage éclair par la Formule 3, il accède au championnat de Formule 3000 en 1992, où il connaît moins de réussite. Toujours aux portes de la Formule 1, il continue d'effectuer des tests dans diverses écuries, telles que Benetton, Williams et Tyrrell. C'est avec l'équipe Tyrrell qu'il semble le plus proche d'effectuer ses débuts en Grand Prix, mais faute de budget, l'écurie britannique doit renoncer à son engagement. Ken Tyrrell exprimera à cette occasion son incompréhension de voir un pilote si talentueux ne pas bénéficier de soutiens financiers.
À partir de 1995, Collard dispute également la Porsche Supercup, dont il devient rapidement l'un des meilleurs pilotes, et qu'il remporte en 1996. Cela lui permet de devenir pilote officiel Porsche en Endurance, et de faire débuter victorieusement la Porsche GT1 dans le championnat GT. Début 1997, le nom de Collard continue de circuler régulièrement dans le paddock de Formule 1, cette fois en vue d'un éventuel remplacement du décevant pilote japonais Shinji Nakano chez Prost Grand Prix. En raison du refus de Mugen Honda de sacrifier son pilote, Prost doit renoncer à ce remplacement. L'heure de Collard semble enfin sonner lorsque Olivier Panis se blesse au Grand Prix du Canada 1997 (le même jour, Collard passe proche de la victoire aux 24 Heures du Mans) et qu'il est appelé dans les jours qui suivent pour participer à des essais préparatifs en vue du Grand Prix de France. Mais à la surprise générale, Alain Prost choisit finalement d'engager Jarno Trulli, soutenu par Flavio Briatore, ancien propriétaire de l'équipe Ligier devenue Prost.
Les portes de la F1 se fermant une fois de plus devant lui, Collard décide de se reconvertir définitivement dans les épreuves d'Endurance, où il devient l'un des pilotes les plus courtisés par les grandes écuries. Vainqueur du championnat international de sport-prototype en 1998 et 1999 sur la Ferrari 333 SP du JMB Racing (en équipage avec Vincenzo Sospiri), vainqueur des 24 Heures de Daytona en 2005, il remporte également le championnat Le Mans Series en 2005 et 2006 pour le compte du Pescarolo Sport ainsi que les 12 Heures de Sebring en 2008 sur la Porsche RS Spyder du Team Penske. En 2011, il remporte de nouveau le championnat Le Mans Series pour le compte du Pescarolo Team.

## Palmarès

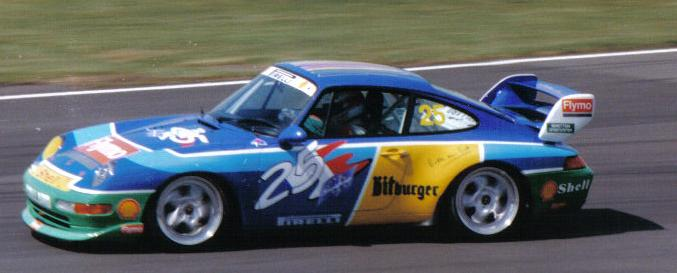
Collard en Porsche Supercup, en 1995 à Silverstone.

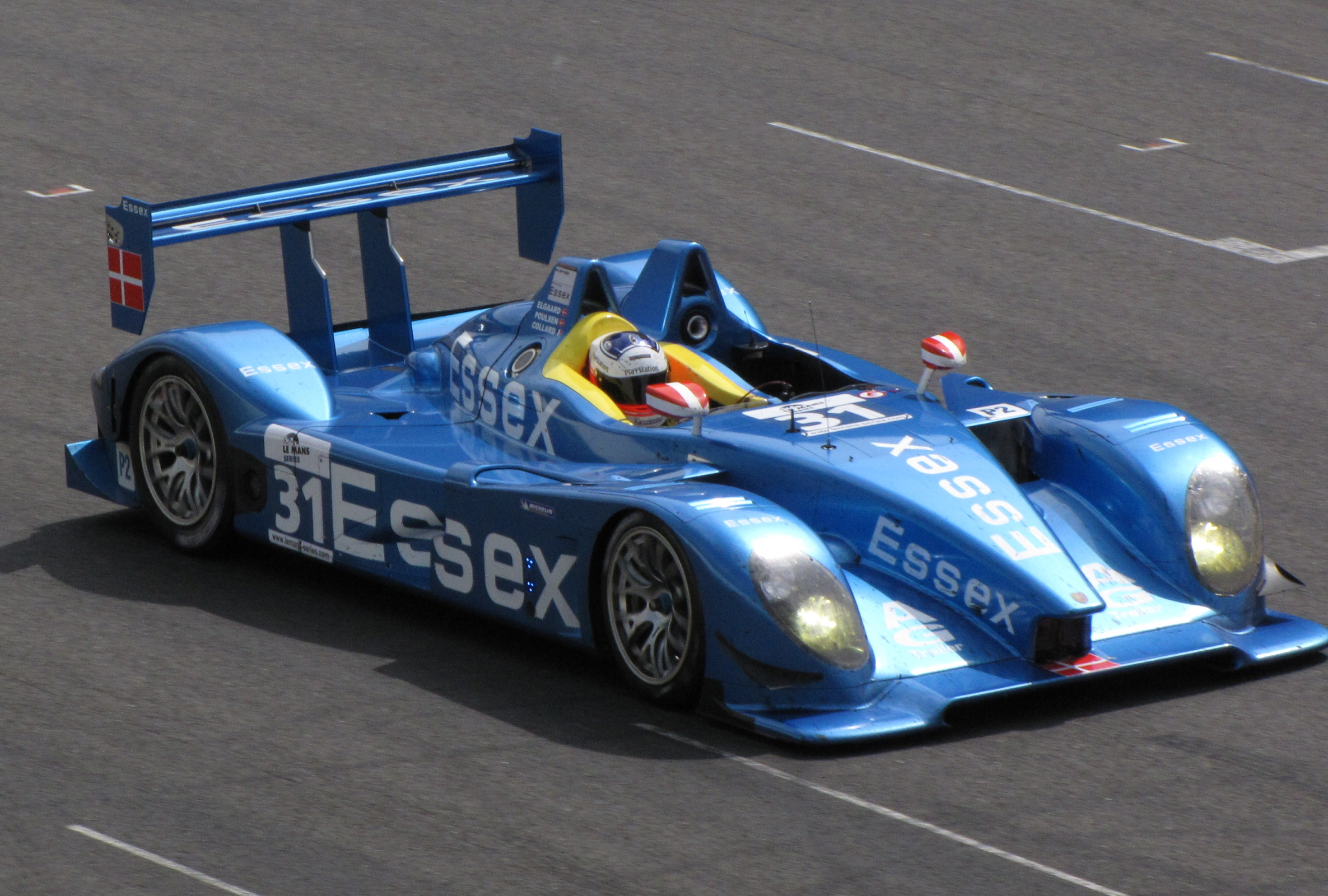
Collard ici sur l'une des Porsche RS Spider, à Spa en 2009 pour les 1000 km (8e).

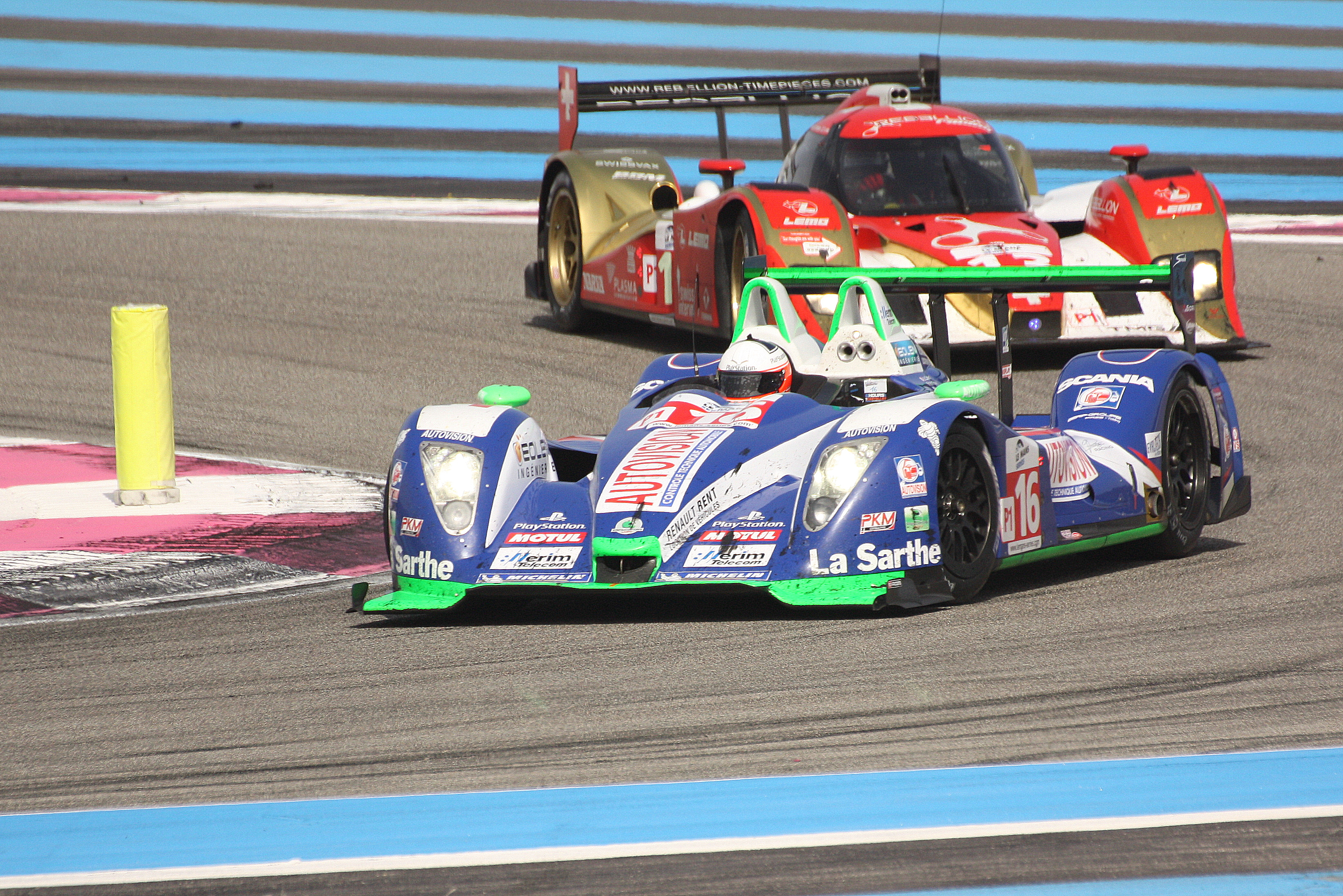
La Pescarolo 01 vainqueur des 6 Heures du Castellet en 2011 avec Collard, Tinseau et Jousse.

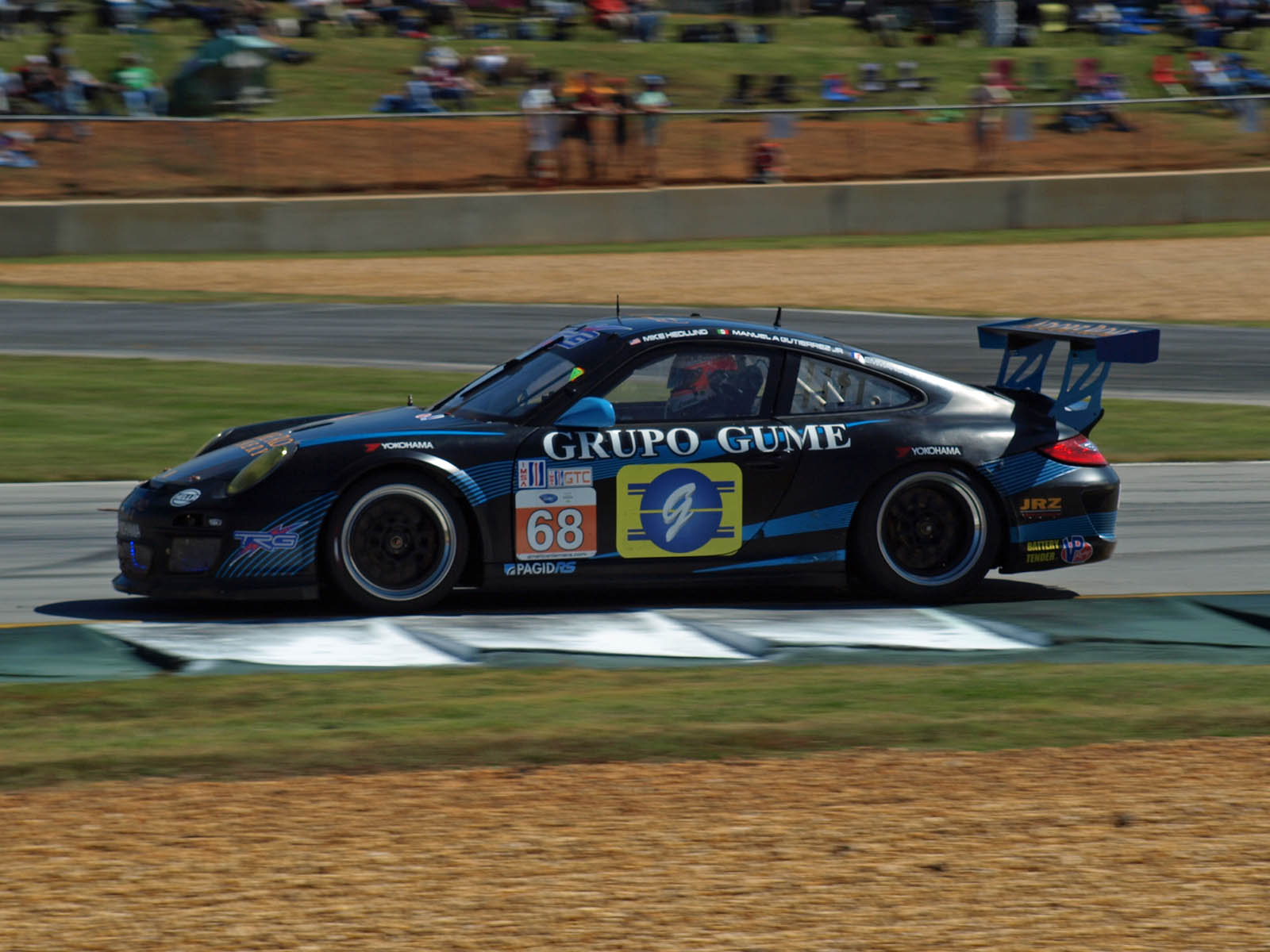
Collard en TRG Porsche 997 GT3 Cup, au Petit Le Mans 2012.

- Champion du monde de karting Formule A en 1988
- Champion de France de Formule Renault en 1990 (2e en 1989)
- Vainqueur des 4 Heures de Zhuhai en 1996 (championnat BPR)
- Porsche Supercup en 1996 (avec le JMB Racing)
- Vainqueur des 2 Heures 30 de Brno, de Misano, du RAC Tourist Trophy de Donington, des 2 Heures 30 d'Anderstorp, du Nürburgring et du Mans en 1998 (Championnat FIA SportCar - 6 victoires)
- Vainqueur du Petit Le Mans en 1998 (IMSA GT; 4e en 2002)
- Vainqueur du championnat international de sport-prototype en 1998, et en 1999 (avec SR1 alors)
- Vainqueur des 2 Heures 30 de Barcelone et des 500 kilomètres de Monza en 1999 (Championnat FIA SportCar - 2 victoires)
- Vainqueur des pré-qualifications du Mans en 1999
- Vainqueur des 24 Heures de Spa en 1999 (3e en 2002 et 2004)
- Vainqueur de classe GT aux 24 Heures du Mans 2003
- Vainqueur du Test de Daytona en 2005
- Vainqueur des 24 Heures de Daytona en 2005
- Vainqueur du Test du Mans en 2005
- Vainqueur des 1 000 kilomètres de Monza en 2005 (2e en 2007, 4e en 2004)
- Vainqueur des 1 000 kilomètres d'Istanbul en 2005 et 2006
- Vainqueur du championnat Le Mans Series en 2005, 2006 et 2011 (2e en 2005, 3e en 2007)
- Vainqueur des 1 000 kilomètres de Spa 2006 (2e en 2005 et 2007)
- Vainqueur des 1 000 kilomètres du Nürburgring en 2006 (3e en 2007)
- Vainqueur des 1 000 kilomètres de Donington en 2006
- Vainqueur des 1 000 kilomètres de Jarama en 2006
- Vainqueur des 12 Heures de Sebring en 2008
- Vainqueur de classe LMP2 aux 24 Heures du Mans 2009
- Vainqueur des 6 Heures du Castellet et des 6 Heures d'Estoril en 2011
  - 2e des 6 Heures de Watkins Glen en 2004
  - 2e du Test de Daytona en 2006
  - 2e du Test du Paul-Ricard en 2005 et 2006
  - 2e des 1 000 kilomètres de Silverstone en 2007
  - 3e du Test du Mans en 2006
  - 3e du Test de Sebring en 2006 et 2007
  - 3e des 6 Heures de Vallelunga en 2007
  - 3e du Test du Paul-Ricard en 2011

## Résultats aux 24 Heures du Mans
| Année | Voiture                     | Équipe               | Équipiers                               | Résultat |
| ----- | --------------------------- | -------------------- | --------------------------------------- | -------- |
| 1995  | Porsche 911 GT2             | Larbre Compétition   | Dominique Dupuy / Stéphane Ortelli      | Abandon  |
| 1996  | Courage C36-Porsche         | La Filière Elf       | Franck Lagorce / Henri Pescarolo        | 7e       |
| 1997  | Porsche 911 GT1             | Porsche AG           | Yannick Dalmas / Ralf Kelleners         | Abandon  |
| 1998  | Toyota GT-One               | Toyota Motorsport    | Martin Brundle / Éric Hélary            | Abandon  |
| 1999  | Toyota GT-One               | Toyota Motorsport    | Martin Brundle / Vincenzo Sospiri       | Abandon  |
| 2000  | Cadillac Northstar LMP-01   | DAMS                 | Éric Bernard / Franck Montagny          | 19e      |
| 2001  | Cadillac Northstar LMP-01   | DAMS                 | Éric Bernard / Marc Goossens            | Abandon  |
| 2002  | Cadillac Northstar LMP-02   | DAMS                 | Éric Bernard / Jyrki Järvilehto         | 12e      |
| 2003  | Porsche 911 GT3 RS (996)    | Alex Job Racing      | Lucas Luhr / Sascha Maassen             | 14e      |
| 2004  | Pescarolo C60-Judd          | Pescarolo Sport      | Sébastien Bourdais / Nicolas Minassian  | Abandon  |
| 2005  | Pescarolo C60-Judd          | Pescarolo Sport      | Jean-Christophe Boullion / Erik Comas   | 2e       |
| 2006  | Pescarolo C60-Judd          | Pescarolo Sport      | Erik Comas / Nicolas Minassian          | 5e       |
| 2007  | Pescarolo 01-Judd           | Pescarolo Sport      | Jean-Christophe Boullion / Romain Dumas | 3e       |
| 2008  | Pescarolo 01-Judd           | Pescarolo Sport      | Jean-Christophe Boullion / Romain Dumas | Abandon  |
| 2009  | Porsche RS Spyder           | Team Essex           | Casper Elgaard / Kristian Poulsen       | 10e      |
| 2010  | Chevrolet Corvette C6.R GT2 | Corvette Racing      | Oliver Gavin / Olivier Beretta          | Abandon  |
| 2011  | Pescarolo 01-Judd           | Pescarolo Team       | Christophe Tinseau / Julien Jousse      | Abandon  |
| 2012  | Pescarolo 03-Judd           | Pescarolo Team       | Stuart Hall                             | Abandon  |
| 2013  | Porsche 911 GT3 RSR (997)   | Prospeed Competition | François Perrodo / Sébastien Crubilé    | 36e      |
| 2014  | Porsche 911 GT3 RSR (997)   | Prospeed Competition | François Perrodo / Markus Palttala      | Abandon  |
| 2015  | Ferrari 458 Italia GT2      | AF Corse             | François Perrodo / Rui Águas            | 26e      |
| 2016  | Ferrari 458 Italia GT2      | AF Corse             | François Perrodo / Rui Águas            | 27e      |
| 2017  | Oreca 07                    | TDS Racing           | François Perrodo / Matthieu Vaxiviere   | Abandon  |
| 2020  | Ferrari 488 GTE Evo         | AF Corse             | François Perrodo / Nicklas Nielsen      | 26e      |
| 2022  | Oreca 07                    | Team Penske          | Dane Cameron / Felipe Nasr              | 9e       |